# 西霞院街道
西霞院街道是中华人民共和国河南省洛陽市孟津区下辖的一个街道办事处。

## 行政区划
西霞院街道下辖以下村级行政区划单位：
白坡村、西庄村、南陈村、送庄村、权庄村、郭庄村、柴河村、东寨村、马洞村、金娥村和济涧村。